# Xylosma hispidula
Xylosma hispidula là một loài thực vật có hoa trong họ Liễu. Loài này được Standl. miêu tả khoa học đầu tiên năm 1937.